# Cyclospora glomericola
Cyclospora glomericola – gatunek pasożytniczych pierwotniaków należący do rodziny Eimeriidae z podtypu Apicomplexa, które kiedyś były klasyfikowane jako protista. Powoduje chorobę pasożytniczą zwaną cyklosporozą (Cyclosporosis). C. glomericola cechuje się oocystą zawierającą dwie sporocysty. Z kolei każda sporocysta zawiera dwa sporozoity.
Obecność tego pasożyta stwierdzono u osobników z rodzaju Glomeris.